# Kairuri Peak
Kairuri Peak är en bergstopp i Antarktis. Den ligger i Östantarktis. Nya Zeeland gör anspråk på området. Toppen på Kairuri Peak är 2 017 meter över havet, eller 264 meter över den omgivande terrängen. Bredden vid basen är 5,1 km.
Terrängen runt Kairuri Peak är varierad. Trakten är obefolkad. Det finns inga samhällen i närheten.